# Морозов, Степан Ильич
Степан Ильич Морозов (25 декабря 1893  [6 января 1894], Филатово, Тульская губерния — 30 сентября 1950, Москва) — советский военный деятель, генерал-лейтенант (19 марта 1944 года).

## Начальная биография
Степан Ильич Морозов родился 25 декабря 1893 года (6 января 1894) в деревне Филатово Анишинской волости (ныне — в Венёвском районе Тульской области) в семье рабочих.
Работал рабочим-машинистом на суконной фабрике и с 1912 по 1914 годы являлся членом Союза текстильщиков и металлистов.

## Военная служба

### Первая мировая и гражданская войны
В октябре 1914 года был призван в ряды Русской императорской армии, после чего в 1915 году после окончания экстерном гимназии был направлен на Западный, а затем на Юго-Западный фронт. Служил на должностях командира взвода и бронеотряда.
После окончания 3-й школы прапорщиков в Иркутске в 1916 году был назначен на должность начальника пулемётной команды 2-го Финляндского стрелкового полка. Был членом, а с февраля по октябрь 1917 года — председателем полкового комитета. В апреле того же года вступил в ряды РКП(б).
В ноябре 1917 года вступил в ряды Красной гвардии, а в июне 1918 года — в ряды РККА, после чего был назначен на должность начальника штаба отрядов Могилевской губернии, в сентябре — на должность командира батальона 152-го стрелкового полка, в январе 1919 года — на должность члена революционного губернского комитета и коменданта Могилёва, в феврале — на должность председателя Богачевского уездного совета Могилёвской губернии и члена Бобруйского военного совета, в марте — на должность командира отдельного батальона корпуса войск ВЧК, в августе — на должность начальника отдела формирования партизанского отряда штаба войск Московского сектора при Полевом штабе РВСР, а в апреле 1920 года — на должность начальника штаба 10-й стрелковой бригады 4-й стрелковой дивизии, в составе которой во время советско-польской войны после Варшавской операции Морозов в составе дивизии отошёл в Восточную Пруссию, где был интернирован.
В 1920 году был награждён серебряным портсигаром на Западном фронте.

### Межвоенное время
С августа по сентябрь 1921 года был членом комиссии Кавалерийской инспекции штаба РККА по инспектированию кавалерийских частей войск Украины, а после окончания Военной академии РККА в октябре того же года был назначен на должность начальника и военкома подготовительного курса этой же академии.
В июле 1922 года был назначен на должность помощника начальника 24-й Омской пехотной школы, с августа 1923 года временно исполнял должность начальника Владивостокской пехотной школы, а с января 1924 года стажировался на должности командира роты в составе 108-го стрелкового полка. В июне того же года был назначен на должность начальника штаба 1-й Тихоокеанской стрелковой дивизии, а в августе — на должность помощника начальника Сибирских повторных курсов среднего комсостава.
В сентябре 1925 года был направлен на учёбу на Восточный факультет Военной академии имени М. В. Фрунзе, после окончания которого с июля 1927 года находился в распоряжении разведывательного управления штаба РККА. С августа по декабрь 1929 года работал на должности помощника начальника разведывательного отдела штаба ОКДВА, а затем «находился за границей, работал заведующим агентством КВЖД в Мукдене до III.1932 г.», являясь сотрудником Мукденской резидентуры разведывательного управления штаба РККА.
В мае 1932 года был назначен на должность начальника 2-го отдела штаба Забайкальской группы войск ОКДВА, в апреле 1933 года — на должность помощника командира 27-й стрелковой Омской дивизии им. Итальянского пролетариата, затем — на должность командира 79-го стрелкового полка в составе Белорусского военного округа, в июле 1938 года — на должность преподавателя кафедры общей тактики Военной академии имени М. В. Фрунзе, а в январе 1941 года — на должность командира 104-й стрелковой дивизии.

### Великая Отечественная война
С началом войны Степан Ильич Морозов находился на прежней должности. Дивизия в составе 14-й армии (Северный фронт) вела оборонительные боевые действия на мурманском направлении и к середине июля наряду с другими соединениями фронта остановила наступление противника. В августе был назначен на должность командира 42-го стрелкового корпуса, прикрывавшего направление, выводившее к портам городов Полярный и Мурманска.
В декабре был назначен на должность командующего Кандалакшской оперативной группой войск, которая в ходе тяжёлых боевых действий вынудила противника перейти к обороне. В апреле 1942 года на базе данная группа в составе Карельского фронта была преобразована в 19-ю армию, а Степан Ильич Морозов был назначен на должность командующего.
В мае 1943 года Морозов был направлен на учёбу на ускоренный курс при Высшей военной академии имени К. Е. Ворошилова, после окончания которого в феврале 1944 года был назначен на должность командира 28-го гвардейского стрелкового корпуса (8-я гвардейская армия, 3-й Украинский фронт), который после форсирования реки Ингулец прорвал оборону противника, а затем освободил Одессу.
В июле 1944 года был назначен на должность командующего 33-й армией (3-й Белорусский фронт), которая вскоре прорвала оборону противника на левом берегу реки Неман.
В ноябре 1944 года был назначен на должность командира 6-го гвардейского стрелкового корпуса, который в начале ноября форсировал Дунай на участке городов Мохач (Венгрия) — Апатин (Сербия), а затем в ходе Будапештской операции освободил город Капошвар (Венгрия).
В апреле 1945 года был назначен на должность заместителя командующего 9-й гвардейской армией (3-й Украинский фронт), принимавшей участие в ходе Венской и Пражской наступательных операций.

### Послевоенная карьера
С окончанием войны Морозов находился на прежней должности.
В июле 1945 года был назначен на должность начальника штаба советской части Союзнической комиссии по Австрии, а в мае 1948 года — на должность помощника командующего 1-й Краснознамённой армией Дальневосточного военного округа.
Генерал-лейтенант Степан Ильич Морозов в 1949 году вышел в отставку по болезни. Умер 30 сентября 1950 года в Москве.

## Воинские звания
- полковник (26.11.1935)
- комбриг (02.04.1940)
- генерал-майор (04.06.1940)
- генерал-лейтенант (19.04.1944)

## Награды
- Орден Ленина (21.02.1945);
- Три ордена Красного Знамени (22.02.1943; 3.11.1944, 24.06.1948);
- Орден Суворова 2-й степени (19.03.1944);
- Два ордена Богдана Хмельницкого 1-й степени (2.03.1945; 29.06.1945);
- Медали, в том числе:
  - Медаль «За оборону Советского Заполярья»;
  - Медаль «За взятие Вены»:
  - Медаль «За освобождение Праги»;
  - Юбилейная медаль «XX лет Рабоче-Крестьянской Красной Армии»[3].

## Сочинения
- Красные партизаны. Краткое руководство. — Москва, 1920.